# IC 5370
IC 5370 je galaksija v ozvezdju Rib. Njen navidezni sij je 14,9m. Od Sonca je oddaljena približno 141 milijonov parsekov, oziroma 459,88 milijonov svetlobnih let.